# دنیلا آماویا
دنیلا آماویا (یونانی: Ντανιέλα Αμαβία؛ زاده ۴ مارس ۱۹۶۶) یک بازیگر زن اهل آلمان است.
او در مینی‌سریال فرزندان تلماسه فرانک هربرت نقش‌آفرینی نموده است.